# Artie Lange

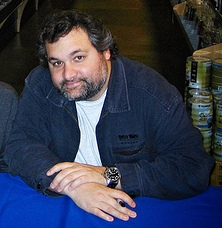
Artie Lange

Artie Lange (* 11. Oktober 1967 in Union Township, New Jersey; gebürtig Arthur Steven Lange junior) ist ein US-amerikanischer Schauspieler, Stand-up-Comedian, und Drehbuchautor.

## Leben und Wirken
Lange besuchte während einiger Monate des Jahres 1987 die Connecticut School of Broadcasting. Nach dem tödlichen Unfall seines Vaters gab er die Pläne des Studiums auf einem College auf und übernahm einige Jobs, darunter als Taxifahrer. Danach trat er als Comedian in New York City auf, darunter als Mitglied der Gruppe Live On Tape, die er mitbegründete. In den Jahren 1995 bis 1997 trat er in der Fernsehserie Mad TV auf, für die er auch einige Drehbücher schrieb.
In der Komödie Dirty Work (1998) übernahm Lange neben Norm MacDonald eine der Hauptrollen. Im Thriller The 4th Floor – Haus der Angst (1999) spielte er an der Seite von Juliette Lewis und William Hurt; jeweils eine größere Rolle übernahm er auch im Actionthriller Puppet und in der Komödie Der Junggeselle aus dem gleichen Jahr. In der Sportkomödie Beer League (2006) übernahm er erneut die Hauptrolle, außerdem schrieb er das Drehbuch mit.
Als Sidekick der Howard-Stern-Show wurde er in den ganzen USA berühmt.
Im Januar 2010 unternahm Lange, der seit Jahren gegen seine Heroinsucht kämpft, einen Suizidversuch, überlebte jedoch.

## Filmografie (Auswahl)
- 1995–1997: Mad TV (Fernsehserie)
- 1998: Dirty Work
- 1999: The 4th Floor – Haus der Angst
- 1999: Puppet
- 1999: Get The Dog – Verrückt nach Liebe (Lost & Found)
- 1999: Mystery Men
- 1999: Der Junggeselle (The Bachelor)
- 1999–2001: The Norm Show (Fernsehserie)
- 2002: Boat Trip
- 2003: Old School – Wir lassen absolut nichts anbrennen (Old School)
- 2003: Mail Order Bride
- 2003: Buddy – Der Weihnachtself (Elf)
- 2004: Das perfekte Paar (Perfect Opposites)
- 2006: Waltzing Anna
- 2006: Beer League
- 2006–2007: Rescue Me (Fernsehserie)
- 2016 Crashing (Fernsehserie)